# Pfarrkirche Rinn

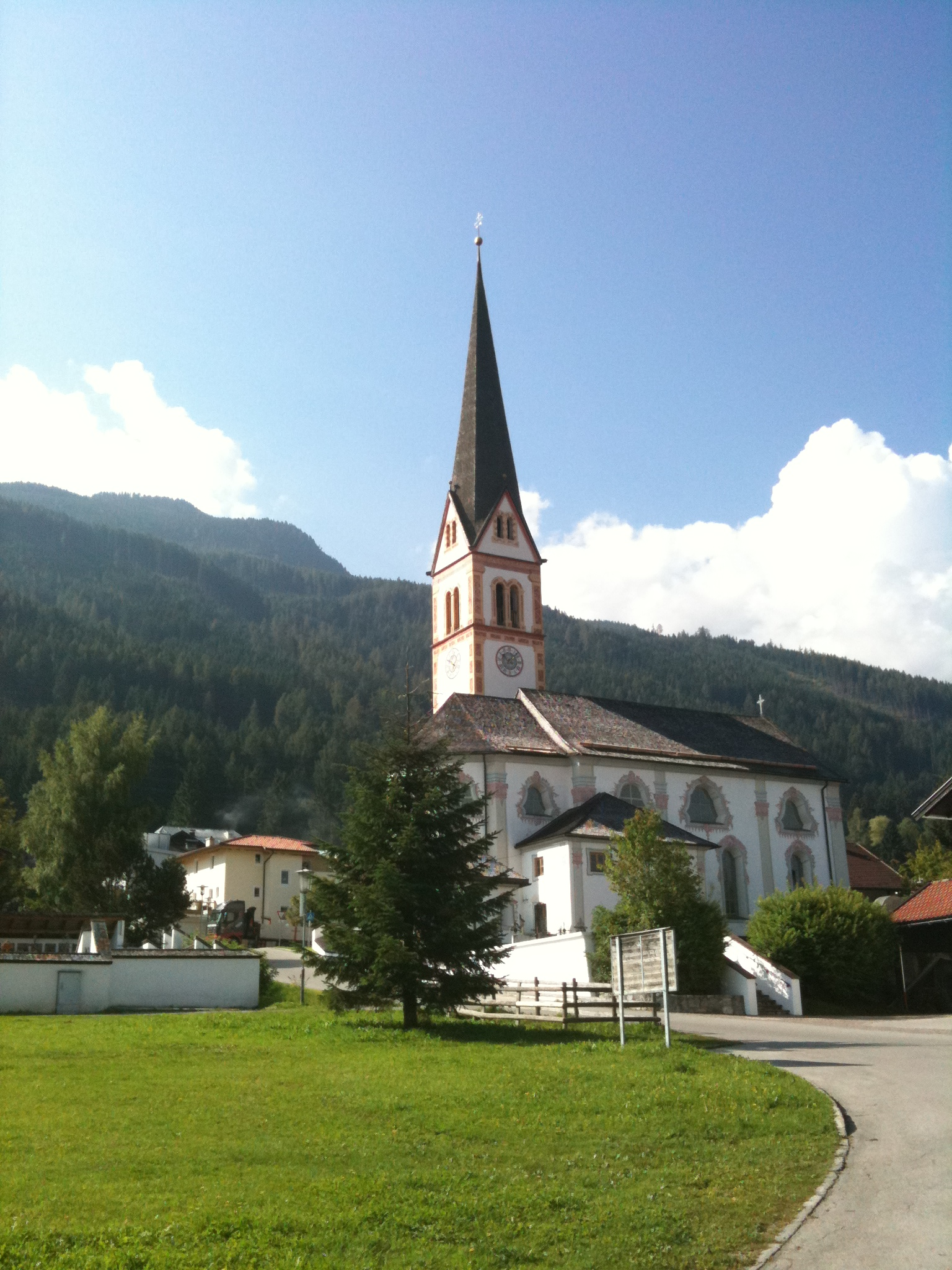
Kath. Pfarrkirche hl. Andreas in Rinn

Die römisch-katholische Pfarrkirche Rinn steht in der Gemeinde Rinn im Bezirk Innsbruck-Land in Tirol. Sie ist dem heiligen Andreas geweiht und gehört zum Dekanat Wilten-Land in der Diözese Innsbruck. Das Bauwerk steht unter Denkmalschutz (Listeneintrag).

## Lagebeschreibung
Die Kirche steht im Ortszentrum und ist von einem Friedhof umgeben.

## Geschichte
Im Jahr 1335 wird erstmals eine Kirche in Rinn urkundlich erwähnt. Eine Kirchweihe erfolgte im Jahr 1481. In den Jahren 1775 und 1776 wurde das Langhaus und der Chor von Franz Singer neu errichtet. Die Weihe des Neubaus erfolgte 1780. In den Jahren 1931 und 1959 wurde die Kirche restauriert. Ursprünglich wurde die Kirche von Ampass aus seelsorglich betreut, 1721 wurde Rinn zu einer eigenständigen Kuratie erhoben und 1881 zur Pfarre Rinn-Tulfes erhoben.

## Architektur

### Kirchenäußeres
Das Langhaus der Kirche liegt unter einem Satteldach. Der Chor ist eingezogen und weist einen im Ansatz leicht eingeschwungenen halbrunden Schluss auf und liegt unter einem geschmiegten Dach. Der spätgotische Südturm schließt am Langhaus an. Die Schallfenster sind gekuppelt und rundbogig. Der Turm ist durch Kaffgesimse gegliedert, die in der Barockzeit erneuert wurden. Der Helm wurde als Giebelspitzhelm ausgeführt. Die barocke Architekturmalerei am Turm wurde 1978 freigelegt. Im Winkel zwischen Turm und Chor befindet sich ein kleiner Sakristeianbau. Eine neue Sakristei wurde nördlich an das Langhaus und teilweise an den Chor angebaut. Die Westfassade wird im unteren Teil als Substruktionsmauer genutzt. Bis auf eine ülgeschweifte Oberlichte und drei Vierpassnischen ist diese Wand geschlossen. Im ersten Langhausjoch befinden sich korbbogige Seitenportale, die zweifach abgefast sind. An den Fenstergruppen ist von außen die innere Einteilung der Kirche ablesbar. Im Hauptjoch sind die in gebrochenen Rundbögen schließenden Fenster durch eine geschweifte Oberlichte paarweise zusammengefasst.

### Kircheninneres
Die Kirche ist in ihrem Inneren in vereinfachter Form der Gliederung der Pfarrkirche Götzens nachempfunden. Die Gliederung setzt sich aus einem Emporenvorjoch, einem Hauptjoch und den durch einen Segmentbogenjoch eingeleitetenden, eingezogenen Chor zusammen. Die einzelnen Joche liegen unter ovalen Flachkuppeln. Der nochmals leicht eingezogene Chor schließt im Halbrund. Im Kircheninneren gibt es ein umlaufendes Gesims, das im Bereich der Pilaster verkröpft ist. Auf dem Gesims setzen die Oberlichten an. Im Chorvorjoch befinden sich Nischen für die Seitenaltäre. Die Westempore schwingt in der Mitte leicht ein und ruht auf seitlichen Konsolen, die im weiteren Verlauf in Rundsäulen übergehen. Neben dem linken Portal befindet sich ein Weihwasserbecken aus dem Jahr 1759, das in späterer Zeit an den jetzigen Standort übertragen wurde. Die Rocaillestukkaturen stammen von Franz Singer. Laut Chronogram in der Chorbogenkartusche wurden sie 1776 geschaffen. Die Deckenfresken wurden zur selben Zeit von Franz und Josef Giner geschaffen. Sie stellen von Westen nach Osten die „Berufung des heiligen Andreas“ und die „Verurteilung des heiligen  Andreas“ und in den Zwickeln die „Wunder des heiligen Andreas“ dar. In den Zwickelbildern sind die Kirchenväter dargestellt. In weiterer Folge ist die „Marter des heiligen Andreas“ zwischen Darbringung und Verkündigung im Tempel, sowie die Verherrlichung des heiligen Andreas und des seligen Anderl von Rinn dargestellt.  In den Zwischelkartuschen sind in Grisaillen die Tugenden Fides, Spes, Caritas und Fortitudo dargestellt.

## Ausstattung
Die drei Altäre sind spätbarocke Säulenaufbauten vom Ende des 18. Jahrhunderts. Der Hochaltar weist seitliche Opfergangsportale auf. Das Altarblatt zeigt den heiligen Andreas und wurde 1783 von Josef Liebherr gemalt. Das Altarbild wird von Figuren der Heiligen Florian und Georg flankiert. Im Auszug ist eine Schnitzgruppe, die die Krönung Mariens darstellt.
Auf dem linken Seitenaltarbild ist der heilige Sebastian dargestellt. Dieses wurde von Josef Liebherr im Jahr 1783 gemalt. Die seitlichen Schnitzfiguren stellen die Heiligen Isidor und Notburga dar.
Auf dem rechten Seitenaltar steht eine Schnitzfigurengruppe der „Krönungs Mariens“ in einem Puttenreigen. Auf dem Altar stehen Statuen der Heiligen Joachim und Anna.
Die Vorsatzbilder stellen auf der linken Seite den heiligen Aloysius und auf der rechten Seite das Herz Jesu dar. Sie befinden sich  zwischen den Halbfiguren des seligen Anderl von Rinn und Simon von Trient auf Reliquienpyramiden dar.
Die Rokoko-Kanzel wurde um 1776 geschaffen. Die Brüstungesreliefs zeigen den Jakobsbrunnen, den Guten Hirten und den Sämann. Auf dem sich in Voluten verjüngenden Schalldeckel befinden sich sitzende Figuren der Heiligen Petrus und Paulus vor den Symbolen der Evangelisten. Der Schalldeckel wird von den Gesetzestafeln flankiert.
Unter dem Empore befindet sich ein ikonenartiges Madonnenbild in einem Knorpelwerkrahmen. Es wurde um 1670 geschaffen und weist ein kleines barockes Oberbild mit der Heiligen Dreifaltigkeit auf. Darunter befinden sich die Alianzstifterwappen.
Die Betbänke sind im Stil des Spätrokoko gehalten und weisen geschnitzte Wangen auf. Sie entstanden um 1776. Die Kreuzwegstationen schuf Franz Roilo im Jahr 1959. Die Weihnachtskrippe mit Figuren von Johann Plank entstand um 1900. Ein grünes Buckelglas mit Reliquien stammt aus der 1481 geweihten Altarmensa.